# БелАЗ-75800
БелАЗ-75800 — підземний самоскид для транспортування гірської маси та корисних копалин у підземних виробках, тунелях чи при інших умовах обмеженого простору по трасах з ухилом до 20% протяжністю до 8 км. Належить до дизельних двохосних шарнірно-зчленованих самоскидів.
У БелАЗ-75800 встановлений ефективний дизельний двигун з електронною системою управління впорскування палива потужністю 350 кВт (475 к.с.), що відповідає нормам екологічності TIER II і Stage 3A. 
Також у самоскиді встановлено кабіну з поліпшеним дизайном та комфортністю для водія, системою пожежогасіння, автоматичною системою змащення, системою передпускового підігріву двигуна та системою очищення повітря в кабіні.